# Linia kolejowa Staňkov – Poběžovice
Linia kolejowa Staňkov – Poběžovice (Linia kolejowa nr 182 (Czechy)) – jednotorowa, regionalna i niezelektryfikowana linia kolejowa w Czechach. Łączy Staňkov i Poběžovice. Przebiega w całości przez terytorium kraju pilzneńskiego.